# Вяйнамери
Вяйнамери (Муху-Вяйн, эст. Väinameri, (уст.) Muhu väin, Моонзунд, швед. Moonsundet) — пролив, отделяющий Моонзундский архипелаг от материкового побережья Эстонии.
Пролив соединяет Балтийское море и Рижский залив и состоит из проливов Суурвяйн между материком и островом Муху (Моон) и Харикурк между островом Хийумаа и островом Вормси. Ширина пролива от 6 до 27 километров, минимальная глубина 1,8 метров. Замерзает зимой.
На карте Lucas Janszoon Waghenaer 1588 года — Streght of Ryghe.